# Saint-Jean-de-la-Motte
Pour les articles homonymes, voir Saint-Jean.
Saint-Jean-de-la-Motte est une commune française, située dans le département de la Sarthe en région Pays de la Loire, peuplée de 955 habitants (les Mottais).
La commune fait partie de la province historique du Maine, et se situe dans le Haut-Maine (Maine blanc).

## Géographie

### Localisation
Saint-Jean-de-la-Motte, commune du sud du département de la Sarthe, est située dans la vallée du Loir. Elle se trouve, en distances orthodromiques, à 10,8 km de La Flèche, 30,1 km du Mans, 55 km d'Angers, 61,1 km de Tours et 209,8 km de Paris.
| Ligron                           | La Fontaine-Saint-Martin | Oizé         |
| Clermont-Créans                  | Saint-Jean-de-la-Motte   | Mansigné     |
| Clermont-Créans, Mareil-sur-Loir | Luché-Pringé             | Luché-Pringé |

### Géologie et relief
L'altitude de la commune est comprise entre 40 mètres et 109 mètres. Le point le plus bas est situé à l'extrémité sud de la commune, sur le ruisseau du Carpentras, limite communale avec Luché-Pringé, tandis que le point le plus haut est situé à proximité du « Point du Jour », au nord-ouest de la commune.
Le bourg de Saint-Jean-de-la-Motte est implanté sur des colluvions de pente alimentées par les sables argileux du Turonien et du Sénonien. Le ruisseau du Caprentras a formé un terrain d'alluvions, ainsi que des colluvions de bas de pente alimentées par les formations argilo-sableuses et calcaires. On observe quelques affleurements crétacés le long de son cours : sables de Bousse du Cénomanien supérieur ou tuffeau du Turonien. Les formations éocènes recouvrent la moitié nord du territoire communal,.

### Hydrographie
Le ruisseau de Carpentras, affluent du Loir prend sa source sur la commune de La Fontaine-Saint-Martin, à proximité du lieu-dit « le Pont de Pierre », puis s'écoule sur 12,5 km en traversant Saint-Jean-de-la-Motte du nord au sud. Le petit ruisseau du Gué des Pierres, long de 3,5 km prend sa source sur le territoire de la commune, dans la « lande des Soucis », puis rejoint le Casseau sur la commune voisine de Mansigné.

### Climat
Pour des articles plus généraux, voir Climat des Pays de la Loire et Climat de la Sarthe.
En 2010, le climat de la commune est de type climat océanique dégradé des plaines du Centre et du Nord, selon une étude du CNRS s'appuyant sur une série de données couvrant la période 1971-2000. En 2020, Météo-France publie une typologie des climats de la France métropolitaine dans laquelle la commune est exposée à un climat océanique et est dans la région climatique  Moyenne vallée de la Loire, caractérisée par une bonne insolation (1 850 h/an) et un été peu pluvieux. 
Pour la période 1971-2000, la température annuelle moyenne est de 11,3 °C, avec une amplitude thermique annuelle de 14,5 °C. Le cumul annuel moyen de précipitations est de 722 mm, avec 10,9 jours de précipitations en janvier et 6,8 jours en juillet. Pour la période 1991-2020, la température moyenne annuelle observée sur la station météorologique de Météo-France la plus proche, sur la commune de Luché-Pringé à 5 km à vol d'oiseau, est de 12,4 °C et le cumul annuel moyen de précipitations est de 658,2 mm,. Pour l'avenir, les paramètres climatiques de la commune estimés pour 2050 selon différents scénarios d'émission de gaz à effet de serre sont consultables sur un site dédié publié par Météo-France en novembre 2022.

### Voies de communication et transports
La route départementale D 323, ancienne N 23 reliant Paris à Nantes via Le Mans et Angers, traverse la commune au nord, au lieu-dit  le Point du Jour . La D 54 arrive à l'ouest en provenance de Ligron, et repart au sud en direction de Luché-Pringé. La D 157 arrive à l'est depuis Mansigné et repart au sud-ouest en direction de Mareil-sur-Loir et La Flèche. Enfin, la D 189 qui relie Mansigné à La Fontaine-Saint-Martin, traverse la commune au nord sur quelques hectomètres.

## Urbanisme

### Typologie
Au 1er janvier 2024, Saint-Jean-de-la-Motte est catégorisée commune rurale à habitat très dispersé, selon la nouvelle grille communale de densité à sept niveaux définie par l'Insee en 2022.
Elle est située hors unité urbaine. Par ailleurs la commune fait partie de l'aire d'attraction de La Flèche, dont elle est une commune de la couronne,. Cette aire, qui regroupe 11 communes, est catégorisée dans les aires de moins de 50 000 habitants,.

### Occupation des sols
L'occupation des sols de la commune, telle qu'elle ressort de la base de données européenne d’occupation biophysique des sols Corine Land Cover (CLC), est marquée par l'importance des territoires agricoles (57,2 % en 2018), une proportion sensiblement équivalente à celle de 1990 (58 %). La répartition détaillée en 2018 est la suivante : 
forêts (40,1 %), terres arables (36,3 %), prairies (17,8 %), zones agricoles hétérogènes (3,1 %), milieux à végétation arbustive et/ou herbacée (1,7 %), zones urbanisées (1 %). L'évolution de l’occupation des sols de la commune et de ses infrastructures peut être observée sur les différentes représentations cartographiques du territoire : la carte de Cassini (XVIIIe siècle), la carte d'état-major (1820-1866) et les cartes ou photos aériennes de l'IGN pour la période actuelle (1950 à aujourd'hui).

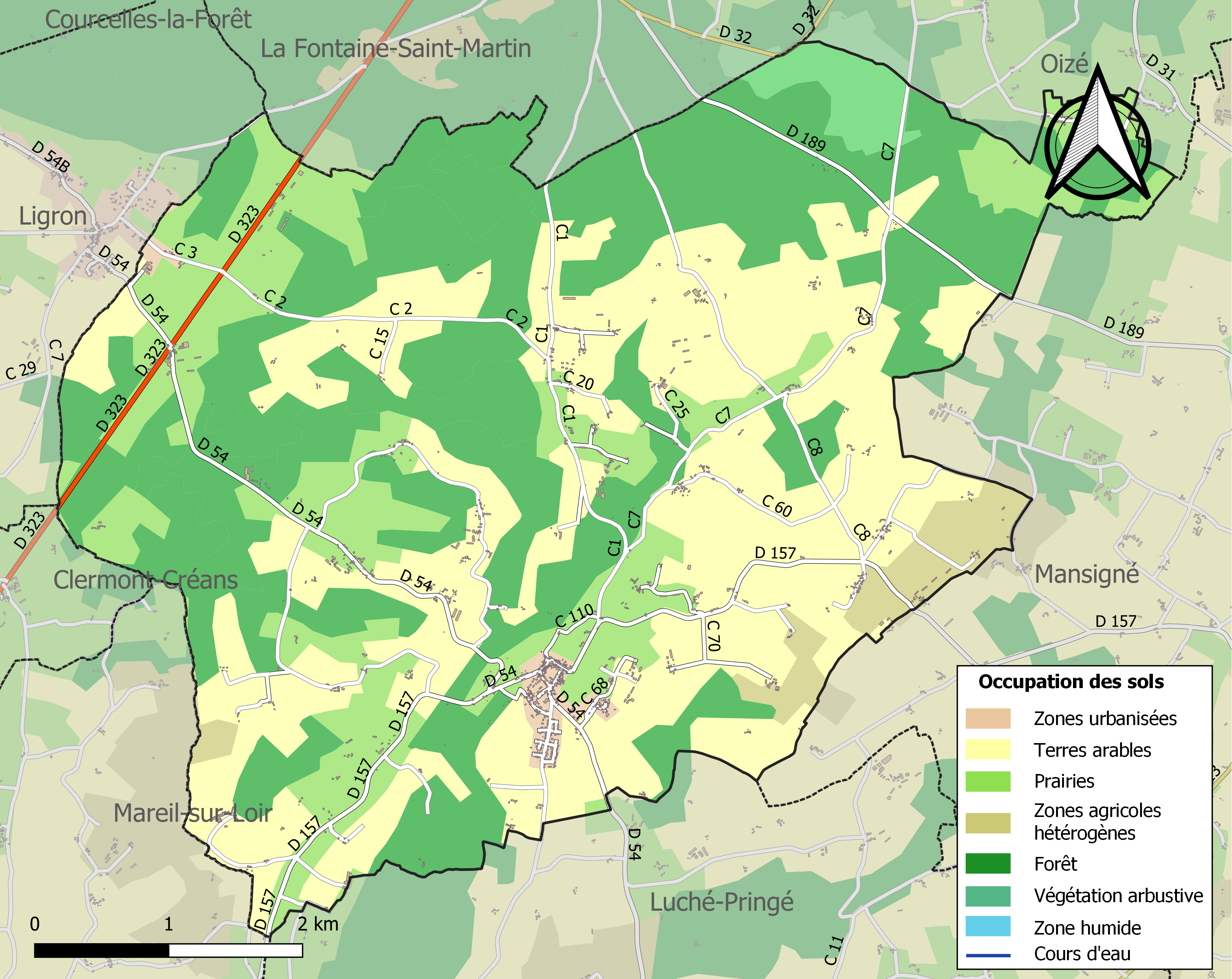
Carte des infrastructures et de l'occupation des sols de la commune en 2018 (CLC).

## Histoire

### Présentation
La présence de l'homme dès le Néolithique est attestée par la présence de menhirs au lieu-dit la Lande des Soucis.
Au milieu du XIe siècle, le seigneur Achard fait venir des religieux qui établissent un prieuré sur le site de la motte féodale. Les moines, en établissant par la suite un monastère deux kilomètres au sud de la Motte, sont à l'origine du village actuel qui s'est développé autour de leur nouvelle église.

## Héraldique
| Blason de Saint-Jean-de-la-Motte | Blason  | D'azur aux trois moutons d'argent. |
| Blason de Saint-Jean-de-la-Motte | Détails |                                    |

## Politique et administration
| Période                                  | Période   | Identité                       | Étiquette | Qualité      |
| ---------------------------------------- | --------- | ------------------------------ | --------- | ------------ |
|                                          |           | François Perrin de Boislaville |           | Propriétaire |
| (avant 2001)                             | mars 2008 | Michel Tessier                 |           |              |
| mars 2008                                | En cours  | Sylvain Fournier               | SE        | Professeur   |
| Les données manquantes sont à compléter. |           |                                |           |              |

## Démographie
L'évolution du nombre d'habitants est connue à travers les recensements de la population effectués dans la commune depuis 1793. Pour les communes de moins de 10 000 habitants, une enquête de recensement portant sur toute la population est réalisée tous les cinq ans, les populations de référence des années intermédiaires étant quant à elles estimées par interpolation ou extrapolation. Pour la commune, le premier recensement exhaustif entrant dans le cadre du nouveau dispositif a été réalisé en 2006.
En 2022, la commune comptait 955 habitants, en évolution de −0,52 % par rapport à 2016 (Sarthe : −0,25 %, France hors Mayotte : +2,11 %).
| 1793  | 1800  | 1806  | 1821  | 1831  | 1836  | 1841  | 1846  | 1851  |
| ----- | ----- | ----- | ----- | ----- | ----- | ----- | ----- | ----- |
| 1 648 | 1 622 | 1 606 | 1 987 | 2 015 | 1 874 | 1 947 | 1 957 | 1 934 |

| 1856  | 1861  | 1866  | 1872  | 1876  | 1881  | 1886  | 1891  | 1896  |
| ----- | ----- | ----- | ----- | ----- | ----- | ----- | ----- | ----- |
| 1 809 | 1 774 | 1 719 | 1 668 | 1 678 | 1 585 | 1 594 | 1 508 | 1 417 |

| 1901  | 1906  | 1911  | 1921  | 1926  | 1931  | 1936  | 1946  | 1954 |
| ----- | ----- | ----- | ----- | ----- | ----- | ----- | ----- | ---- |
| 1 384 | 1 418 | 1 379 | 1 287 | 1 249 | 1 173 | 1 111 | 1 023 | 976  |

| 1962 | 1968 | 1975 | 1982 | 1990 | 1999 | 2006 | 2011 | 2016 |
| ---- | ---- | ---- | ---- | ---- | ---- | ---- | ---- | ---- |
| 971  | 873  | 727  | 765  | 815  | 845  | 925  | 885  | 960  |

| 2021 | 2022 | - | - | - | - | - | - | - |
| ---- | ---- | - | - | - | - | - | - | - |
| 965  | 955  | - | - | - | - | - | - | - |

## Économie

### Revenus de la population et fiscalité
En 2010, le revenu fiscal médian par ménage était de 25 370 €, ce qui plaçait Saint-Jean-de-la-Motte au 22 469e rang parmi les 31 347 communes de plus de 50 ménages en métropole. Selon l'enquête de l'Insee, 48,4 % des foyers fiscaux de la commune étaient imposables en 2009.

### Emploi
La population mottaise âgée de 15 à 64 ans s'élevait en 2009 à 565 individus, contre 524 en 1999, parmi lesquels on comptait 75,5 % d'actifs, dont 69,6 % ayant un emploi. Également, en 2009, seulement 19,6 % des actifs de 15 ans ou plus ayant un emploi qui résident à Saint-Jean-de-la-Motte, travaillent dans la commune ; 76,7 % travaillent dans la Sarthe et 3,4 % travaillent dans un autre département.
En 2009, le taux de chômage était de 7,8 %, contre 10,3 % en 1999, dont plus de la moitié étaient des femmes. L'agence Pôle emploi pour la recherche d'emploi la plus proche est localisée à La Flèche.
En 2009 on comptait 121 emplois dans la commune, contre 135 en 1999. Le nombre d'actifs ayant un emploi résidant dans la commune étant de 393, l'indicateur de concentration d'emploi n'est que de 30,8 %, ce qui signifie que la commune offre approximativement un peu plus d'un emploi pour trois Mottais actifs. Cet indicateur était de 41,7 % en 1999.

## Lieux et monuments
- Église Saint-Jean-Baptiste, des XIIIe et XIXe siècles, inscrite au titre des monuments historiques[27].
- Château des Trocheries.
- Motte castrale au lieu-dit la Motte.
- Puits et refuge de la Cormerie.
- Menhirs la Mère et la Fille, dans la lande des Soucis.
- Menhir la Pierre Potelée, dans la lande des Soucis.
- Mégalithe la Table de Vignolles, en forêt de la Chausse-Paillère.
- Mégalithe (ancien dolmen ?) le palet de Gargantua, au lieu-dit le Palet.
- Nombreux mégalithes isolés dans la lande des Soucis.
- Arboretum, créé en 2000, avec plus de 200 espèces d'arbres.

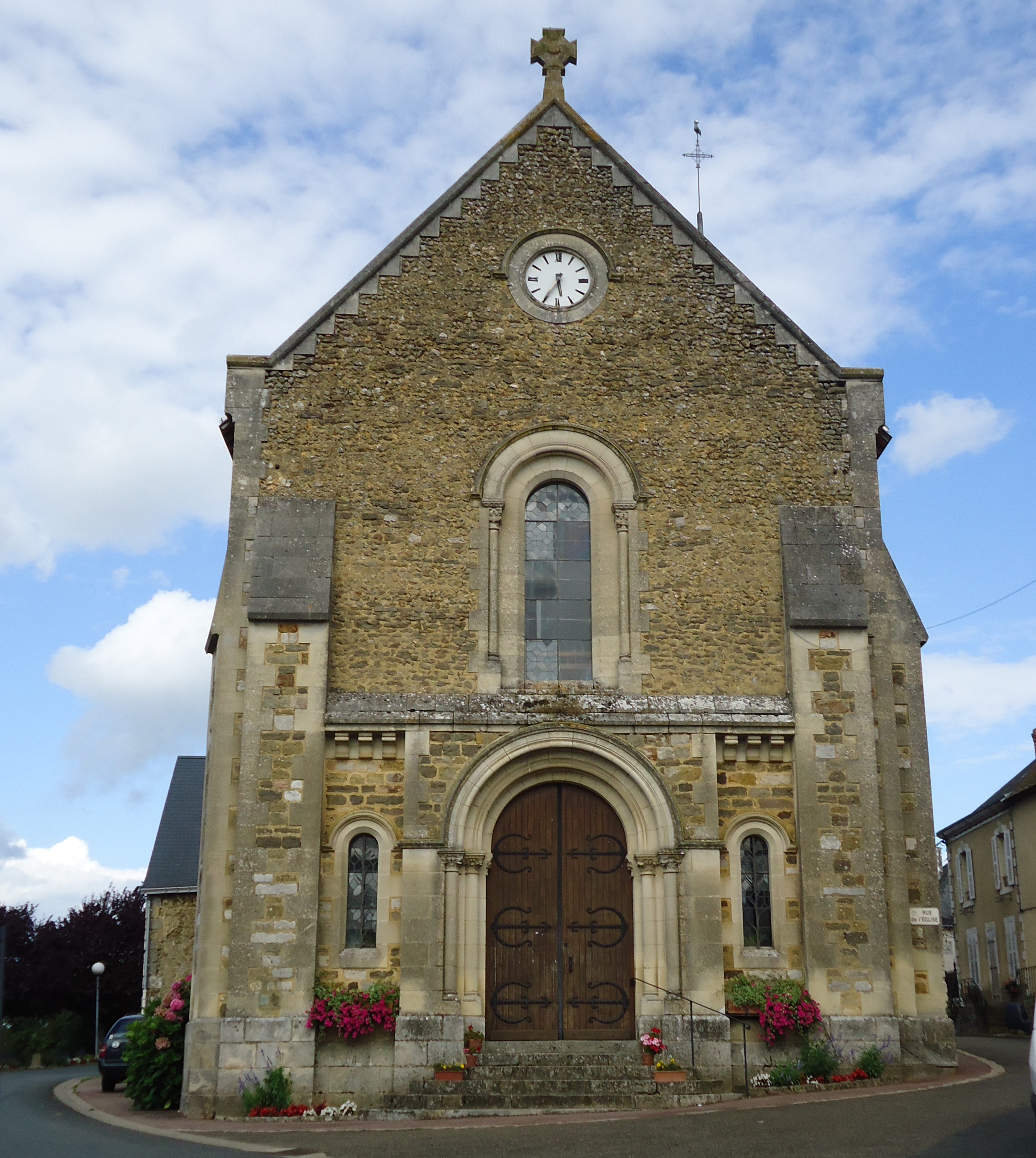
Portail de l'église Saint-Jean-Baptiste.
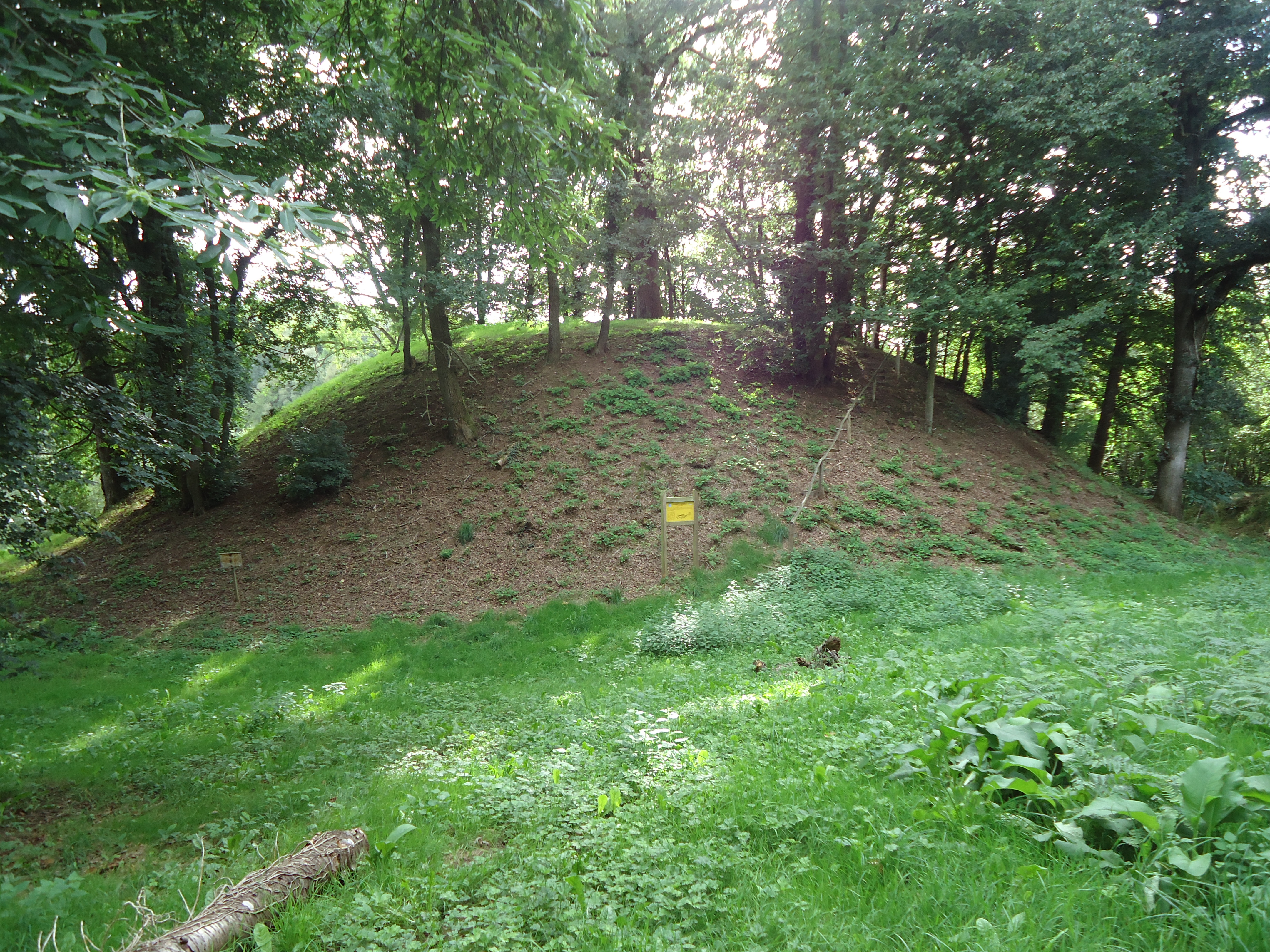
La motte castrale.
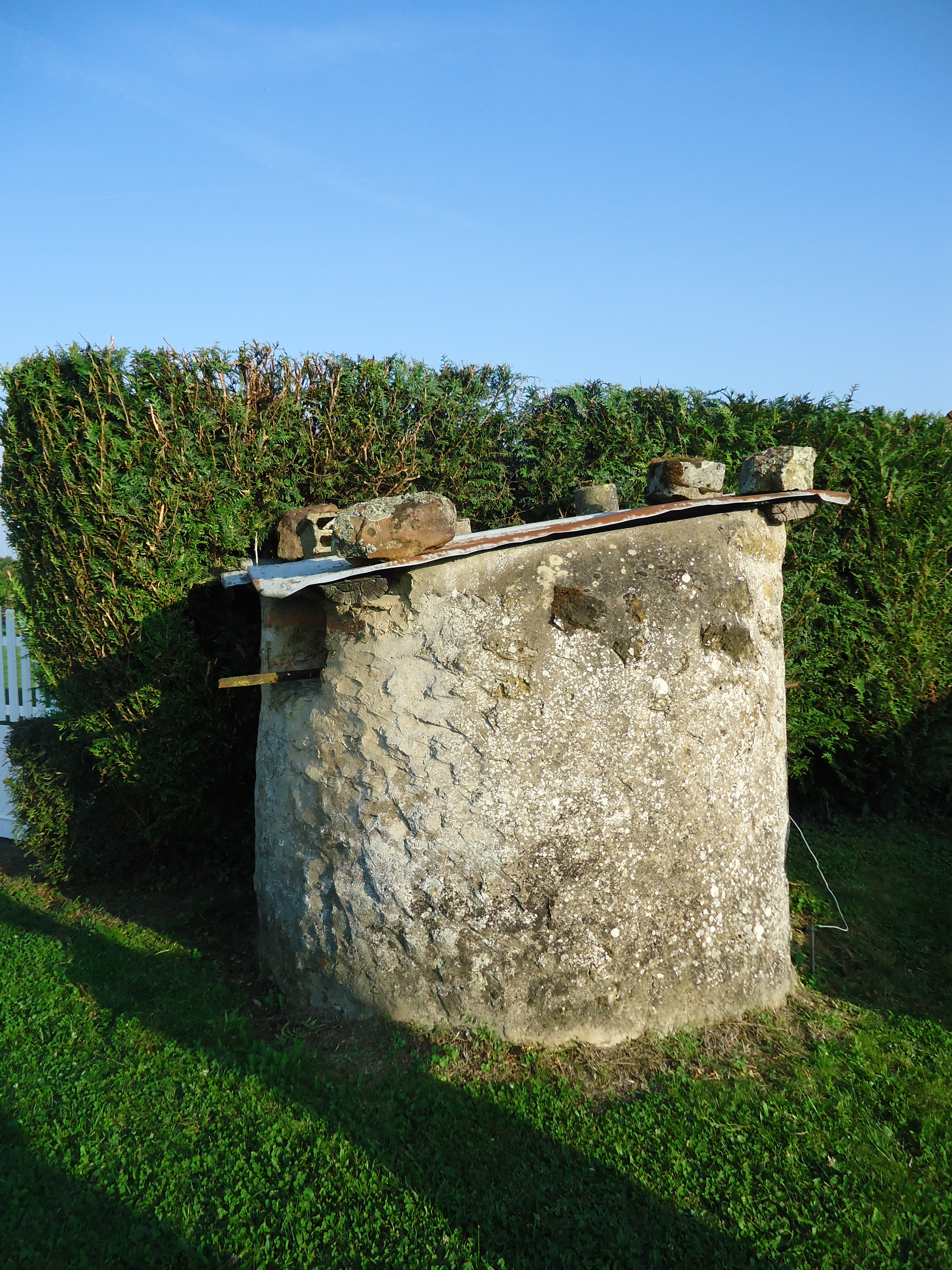
Le puits (refuge) de la Cormerie.
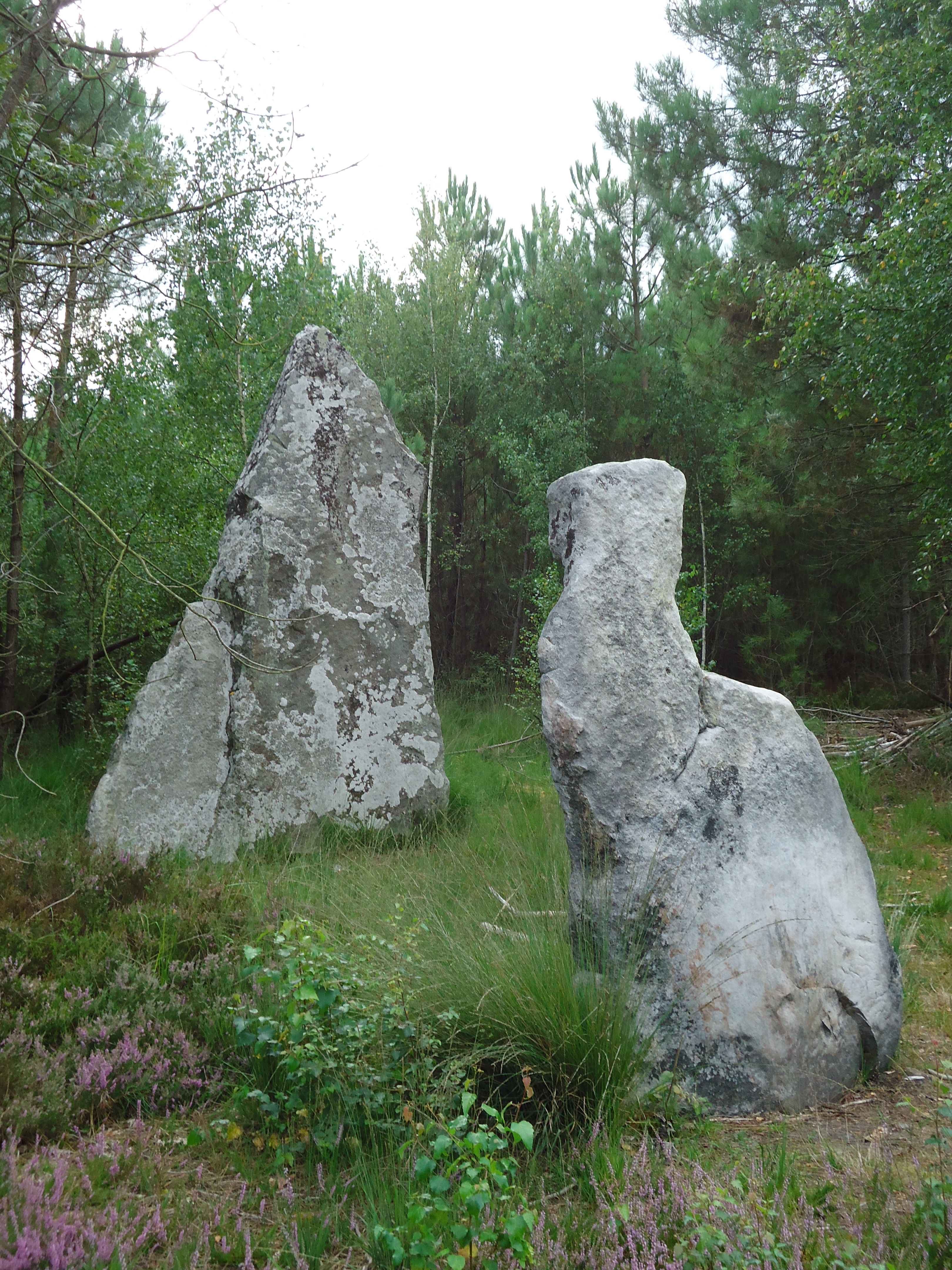
Menhirs de la Mère et la Fille.
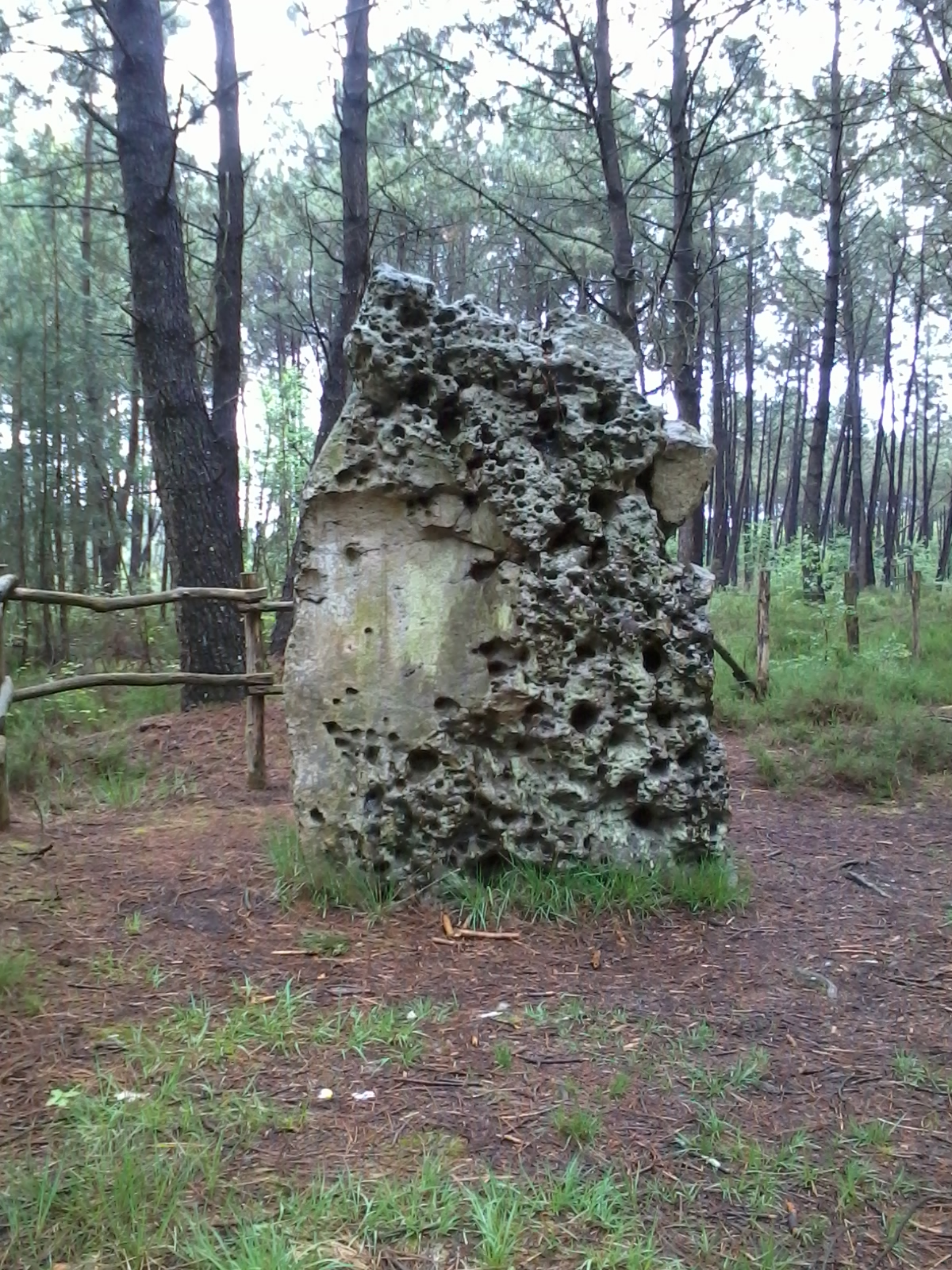
La Pierre Potelée.
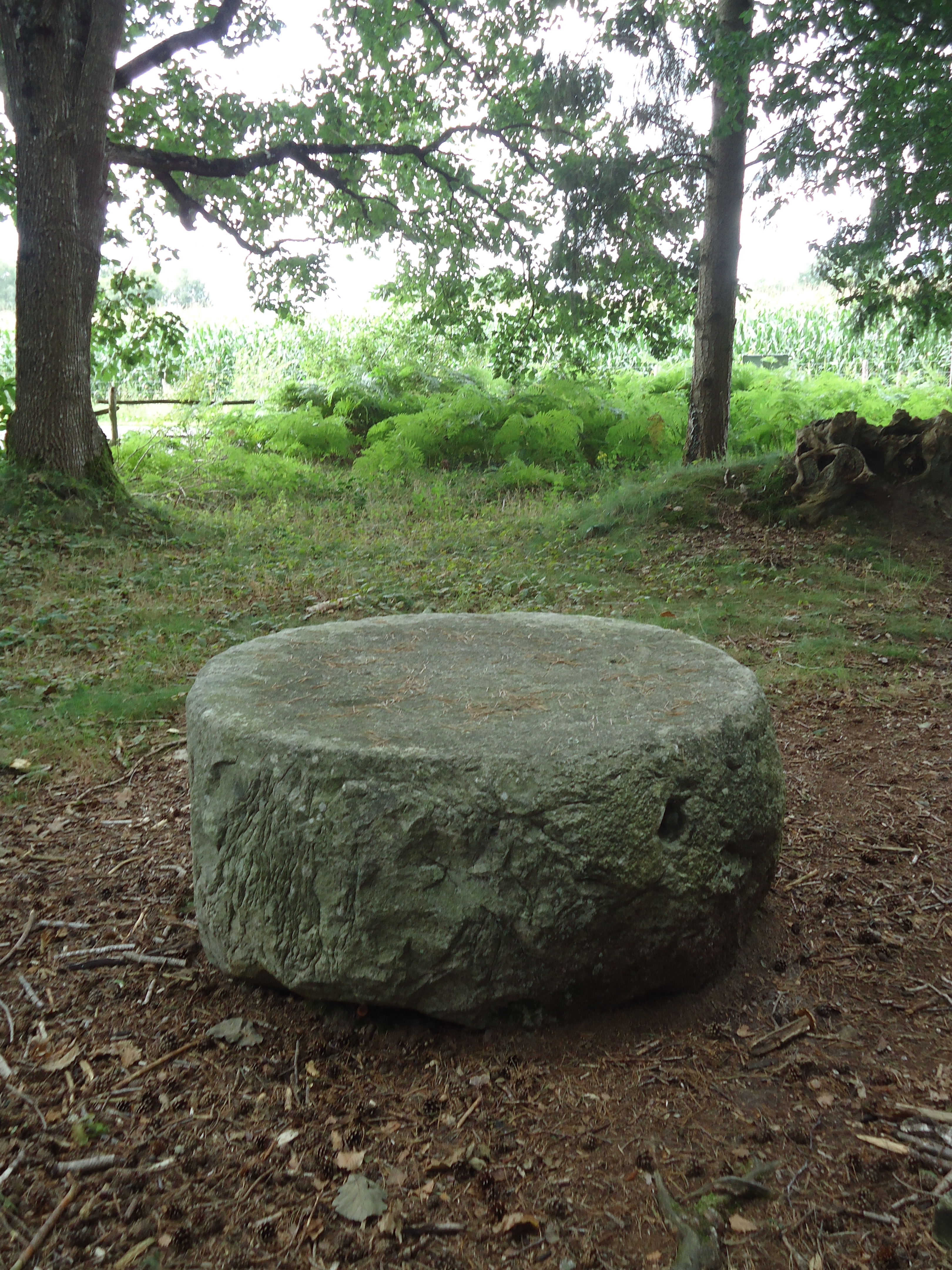
La table de Vignolles.
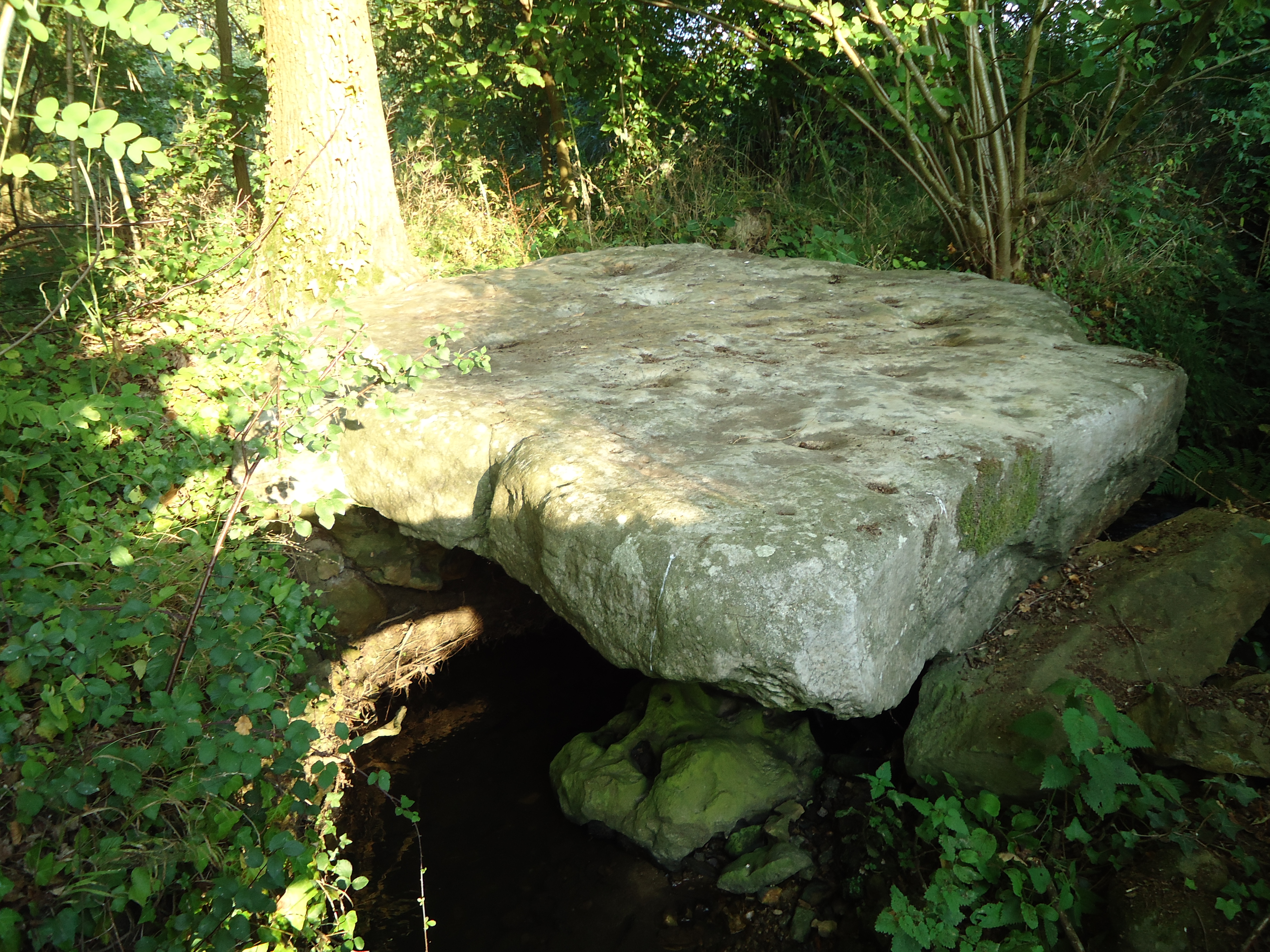
Le palet de Gargantua.

## Activité, manifestations, label

### Jumelages
- Visbek (Allemagne).

### Label
La commune a reçu deux fleurs au concours des villes et villages fleuris.